# Abha Club
Abha Club (en árabe: نادي أبها‎) es un equipo de fútbol saudita que juega en la Primera División Saudí, la segunda categoría del fútbol profesional en el país.

## Estadio
El Abha Club juega sus partidos de local junto al Damac Football Club en el Estadio Príncipe Sultán bin Abdul Aziz